# 赤池站 (朝鲜)
赤池站（韓語：적지역）是朝鮮民主主義人民共和國羅先特别市先鋒區域洪仪里的一個鐵路車站，属于豆满江线。

## 邻近车站
豆滿江線
水沟站 - 赤池站 - 豆滿江站